# Lumpenus lampretaeformis
Lumpenus lampretaeformis és una espècie de peix de la família dels estiquèids i de l'ordre dels perciformes.

## Morfologia
Fa 50 cm de llargària màxima, té un cos allargat semblant al d'una anguila i és de color marró clar al dors, blavós als flancs i verdós groguenc al ventre. Té nombroses taques irregulars marrons al cos. Musell rom, boca recta i amb el maxil·lar superior sobresortint per sobre de l'inferior. Aleta caudal punxeguda. Una sola aleta dorsal estesa gairebé al llarg de tota la longitud del cos. L'aleta anal abasta al voltant de dos terços de la longitud corporal total. L'orifici anal s'ubica cap al centre del cos i fa que la part posterior comprimida del cos sigui més llarga que la part davantera més arrodonida. Els radis de les llargues aletes dorsal i anal són espinosos però bastant tous. Peduncle caudal curt. Escates petites. Pell bavosa.

## Ecologia
És un peix marí, demersal (entre 30 i 373 m de fondària, normalment entre 40 i 100), no migratori i de clima temperat (8 °C-14 °C; 80°N-41°N, 71°W-55°E), el qual viu a l'Àrtic i l'Atlàntic nord des de Spitsbergen fins a Escandinàvia, la mar del Nord, el sud de la mar Bàltica (una població aïllada, probablement un vestigi de la darrera glaciació), les illes Fèroe, Islàndia, Grenlàndia, la península de Labrador, Terranova i la badia de Massachusetts, incloent-hi Noruega, Dinamarca, Suècia, Alemanya, Polònia, Rússia, Estònia, Lituània, Letònia, Finlàndia, la Gran Bretanya, Escòcia), l'illa de Man, el Canadà (com ara, el Quebec) i Maine (Estats Units)).
Assoleix la maduresa sexual en arribar als 3 anys de vida (quan fa prop de 20 cm de llargada) i la fresa (al voltant de 1.000 ous dipositats al fons del mar i en aigües fondes) té lloc entre el desembre i el gener. Viu en túnels en forma de "Y" en el fang, els quals suposadament són emprats per a la cura parental dels ous.

## Alimentació
Menja petits crustacis, mol·luscs, cucs i ofiuroïdeus.

## Depredadors
És depredat per Raja radiata, a Noruega pel bec de serra gros (Mergus merganser) i Hippoglossoides platessoides, a Alemanya pel bacallà (Gadus morhua), a la Gran Bretanya per la foca comuna (Phoca vitulina), a Irlanda pel rap blanc (Lophius piscatorius) i als Estats Units pel rap americà (Lophius americanus).
Les seues principals amenaces són l'eutrofització i la pèrdua del seu hàbitat.
És inofensiu per als humans.